# Aeropuerto de Biarritz–País Vasco
El Aeropuerto de Biarritz País Vasco (en francés: Aéroport de Biarritz Pays Basque) (IATA: BIQ, OACI: LFBZ), se encuentra a 5 km al sureste de Biárriz, cerca de Bayona y Anglet, en el departamento de los Pirineos Atlánticos, en la región de Nueva Aquitania, en Francia. Fue inaugurado en 1950. También se localiza a 25 km de la frontera española y a 45 km de la ciudad de San Sebastián. 
En 2014 transitaron por él 1.064.402 pasajeros, un 3,07% menos respecto al año anterior.

## Historia
Hasta el 2 de junio de 2015, el Aeropuerto de Biarritz–País Vasco se denominaba Aeropuerto de Biarritz–Anglet–Bayona, e incluso antes Aeropuerto de Biarritz-Parme.

## Aerolíneas y destinos
Listado de aerolíneas que operan desde el aeropuerto y los consiguientes destinos:
| Aerolíneas                    | Destinos                                                                                 |
| ----------------------------- | ---------------------------------------------------------------------------------------- |
| Air France                    | Lyon, París–Charles de Gaulle Estacional: Ajaccio, Brest, Ginebra, Lille, Marsella, Niza |
| easyJet                       | París–Charles de Gaulle Estacional: Basilea/Mulhouse, Londres–Gatwick, Lyon, Niza        |
| Edelweiss Air                 | Estacional: Zúrich                                                                       |
| Lufthansa                     | Estacional: Fráncfort, Múnich                                                            |
| Luxair                        | Estacional: Luxemburgo                                                                   |
| Ryanair                       | Charleroi, Londres–Stansted Estacional: Colonia/Bonn, Dublín                             |
| Scandinavian Airlines         | Estacional: Copenhague, Estocolmo–Arlanda                                                |
| Swiss International Air Lines | Estacional: Ginebra                                                                      |
| Transavia                     | París–Orly                                                                               |
| Volotea                       | Estacional: Marsella, Estrasburgo                                                        |

## Estadísticas
Ver fuente y consulta Wikidata.
Evolución del número de pasajeros y de las operaciones llevadas a cabo en el aeropuerto desde el año 2000:
| 2000    | 2005    | 2006    | 2007    | 2008      | 2009      | 2010    | 2011      | 2012      | 2013      | 2014      | 2015      |
| ------- | ------- | ------- | ------- | --------- | --------- | ------- | --------- | --------- | --------- | --------- | --------- |
| 780 019 | 817 083 | 865 601 | 930 880 | 1 028 006 | 1 011 589 | 989 622 | 1 032 937 | 1 084 200 | 1 098 079 | 1 064 402 | 1 039 346 |

| 2000   | 2005   | 2006   | 2007   | 2008   | 2009   | 2010   | 2011   | 2012   | 2013   | 2014   | 2015   |
| ------ | ------ | ------ | ------ | ------ | ------ | ------ | ------ | ------ | ------ | ------ | ------ |
| 33 133 | 39 228 | 36 836 | 36 501 | 37 152 | 34 129 | 33 418 | 22 147 | 24 904 | 25 382 | 26 606 | 25 292 |